# Офер Блум
Офер Блум (1969) је пантомимичар из Израела. Оснивач је Светске организације пантомимичара и један од иницијатора обележавања Светског дана пантомиме.

## Биографија
Рођен је у Јерусалиму 1969. У раним средњошколским данима почео је да се бави пантомимом. Први је и једини Израелац који је завршио средњу школу из области пантомиме Rubin Music and Dance Academy high school of arts. Служио је војску и добио чин војни пантомимичар. Једини је уметник који је икада добио овај чин. 
Похађао је радионице у Нисан Натив драмској академији, катедри за покрет у Јерусалиму. Дипломирао у школи Марсела Марсоа у Паризу. Студирао је у Магениа школи у Паризу, под менторством Еле Јарошевић, бивше супруге Марсела Марсоа. Радио је и са Славом Палуњином на позоришном поетском спектаклу Славин снежни шоу. Студирао је продукцију и менаџмент организације догађаја у Отвореном универзитету са Јаковом Агмоном. 
Суоснивач је Светске организације пантомимичара и један од иницијатора обележавања Светског дана пантомиме.

## Офер Блум у Србији
Српски глумац и пантомимичар Марко Стојановић организовао је 1998. мини турнеју Оферу Блуму у Србији (СФРЈ). Заједно су наступали на Змајевим дечјим играма у Новом Саду где су држали и радионицу, као и на Барлет фестивалу у Барајеву. У Београду су 12. јуна 1998. организовали хуманитарно вече "Против рака у два чина" у Малом позоришту Душко Радовић, где су извели представе "Мој живот" и "Чекајући небо". Сви су морали да плате улазницу, чак и представници медија, новинари, запослени у позоришту и они који су били на сцени, јер је сав приход без одбитка био намењен Дечијем одељењу Института за онкологију и радиологију Србије. Офер Блум и Марко Стојановић заједно са покојним амбасадором Израела у СРЈ Њ.Е.Давидом Сасоном су и обишли децу која су се у том тренуку лечила болнички.
Заједно са Марко Стојановићем је домаћин и Прве светске конференције о пантомими, одржане у Београду.